# U-197
U-197 — большая океанская немецкая подводная лодка типа IXD2 времён Второй мировой войны. Заказ на постройку субмарины был отдан 4 ноября 1940 года. Лодка была заложена 5 июля 1941 года на верфи компании АГ Везер в Бремене под строительным номером 1043, спущена на воду 21 мая 1942 года, вошла в строй 10 октября 1942 года под командованием капитан-лейтенант Роберта Бартелса.

## Флотилии
- 10 октября 1942 года — 31 марта 1943 года 4-я флотилия (учебная)
- 1 апреля 1943 года — 20 августа 1943 года 12-я флотилия

## Боевая служба
Лодка совершила один боевой поход, потопила 3 судна суммарным водоизмещением 21 267 брт, одно судно повредила (7 181 брт).
Потоплена 20 августа 1943 года к югу от Мадагаскара, в районе с координатами 28°40′ ю. ш. 42°36′ в. д., глубинными бомбами с двух британских самолётов типа «Каталина». Все 67 членов экипажа погибли.